# Сражение при Кальпулальпане

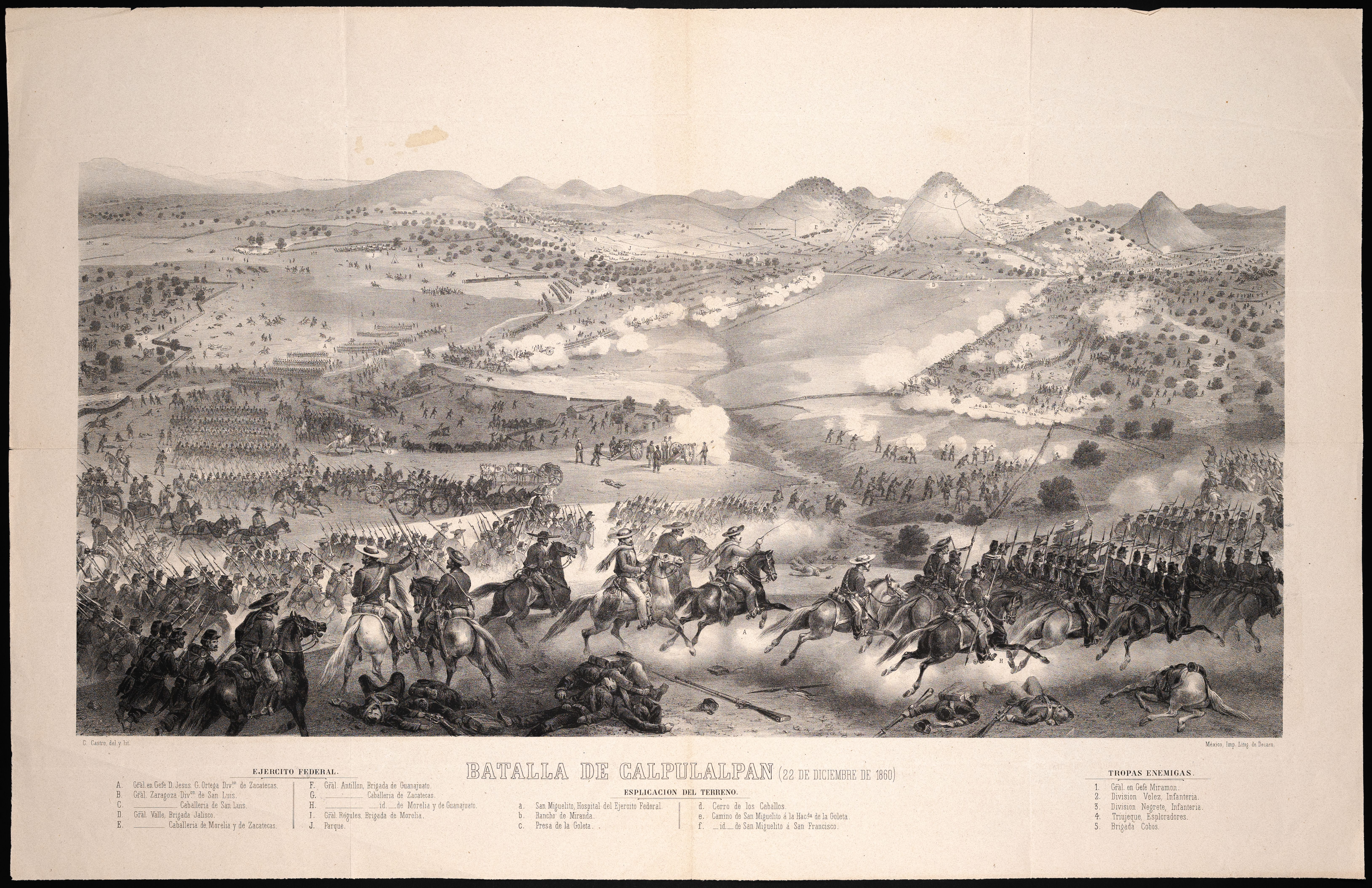
Сражение при Кальпулальпане. Литография

Сражение при Кальпулальпане (исп. Batalla de Calpulalpan) — последнее сражение Войны за реформы (1858–1861), произошедшее 22 декабря 1860 года между войсками либералов и консерваторов.
После занятия Гвадалахары 3 ноября 1860 года войска либералов начали наступление на мексиканскую столицу. Чтобы остановить наступление своих врагов, генерал Мирамон покинул Мехико, подвергаясь постоянным нападениям со стороны либеральных партизан, действовавших по всему городу и, имея восемь тысяч солдат и 30 пушек, двинулся навстречу подходившей к столице армии либералов генерала Хесуса Гонсалеса Ортеги, имевшего 11 000 человек и 14 артиллерийских орудий. Обе армии встретились на полях Сан-Мигель-де-ла-Виктория (в то время Сан-Мигель-Кальпулальпам) 21 декабря 1860 года и после провала переговоров приготовились к сражению.
На следующий день в восемь утра Мирамон, воспользовавшись превосходством своей артиллерии, начал атаку на левый фланг либералов, но два часа спустя после ожесточённого боя был контратакован превосходящими силами генерала Сарагосы на своём правом фланге и частями генерала Регулеса в центре. В то же время сам Ортега с частями генералов Валле и Алаторре двинулся в обход, чтобы окружить консерваторов с тыла. Это движение решило исход сражения и победу либералов. Консервативная армия была полностью уничтожена. 
Мирамон бежал и вернулся в Мехико в поисках поддержки, где ему удалось собрать 1500 человек, но они вскоре дезертировали. 25 декабря, на рождество, войска генерала Гонсалеса Ортеги вошли в Мехико. 5 января 1861 года президент Бенито Хуарес въехал в столицу, прибыв из Веракруса, завершив таким образом войну триумфом либеральной партии в Войне за реформы.